# Pałac w Hoszczy
Pałac w Hoszczy – pałac wybudowany prawdopodobnie w XVIII w. i przebudowa XIX w.
Obiekt znajduje się w północnej części parku miejskiego. W 2005 r. mieścił bibliotekę publiczną.

## Przypisy

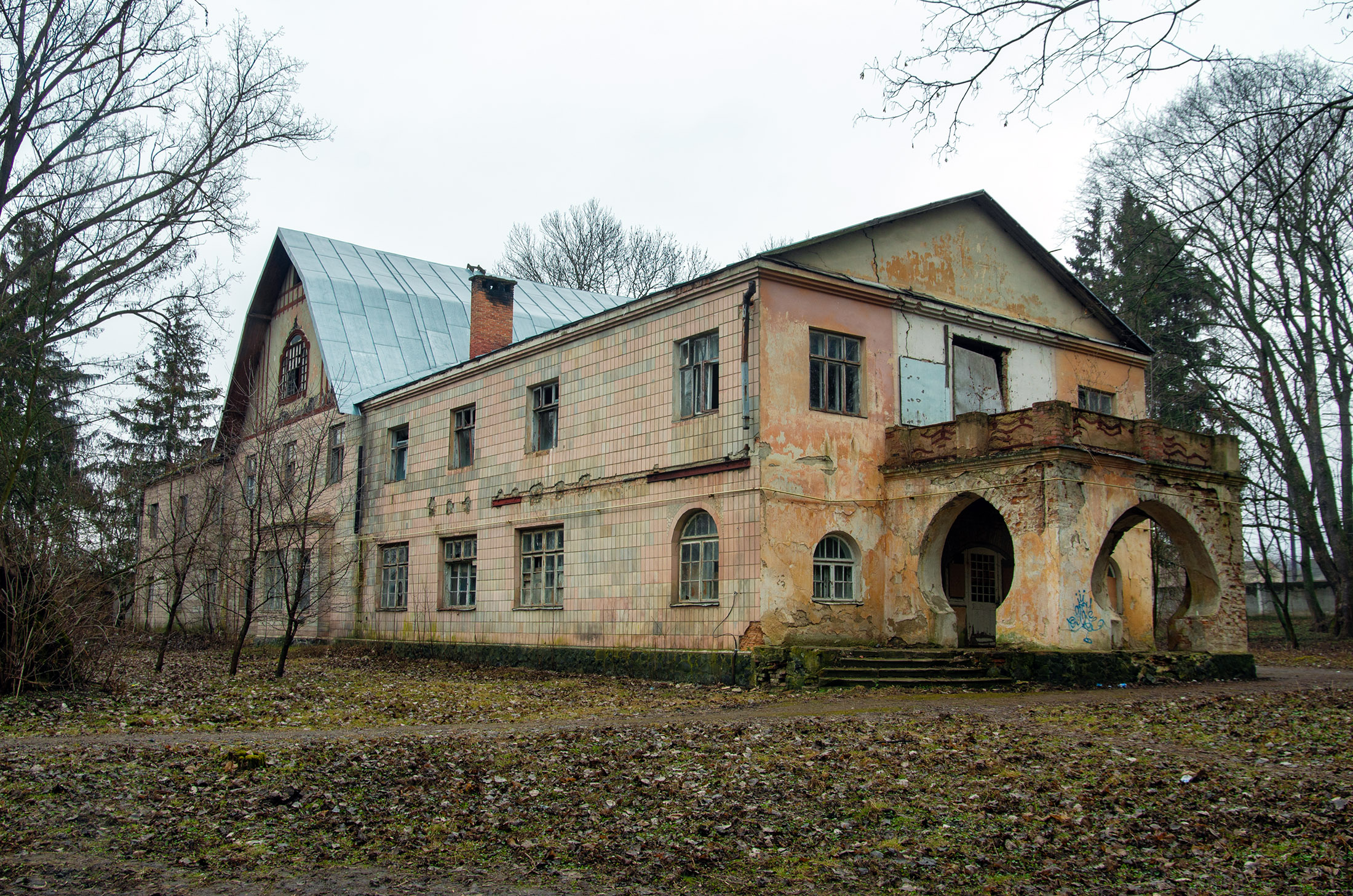
Pałac w Hoszczy